# Kim Yeong-ho
Kim Yeong-ho (9 aprile 1971) è un ex schermidore sudcoreano, specializzato nel fioretto. Ha vinto una medaglia d'oro nella scherma ai Giochi olimpici.